# Rugby-Union-Südamerikameisterschaft 2016
Die Rugby-Union-Südamerikameisterschaft 2016 (spanisch Sudamericano de Rugby 2016) der Division A war die 38. Ausgabe der südamerikanischen Kontinentalmeisterschaft in der Sportart Rugby Union. Wie im Vorjahr nahmen in der Division A die Nationalmannschaften von Brasilien, Chile, Paraguay und Uruguay teil. Es gab keinen festen Austragungsort, stattdessen musste jede Mannschaft mindestens ein Auswärtsspiel bestreiten. Argentinien war nicht beteiligt und spielte stattdessen im Sudamérica Rugby Cup 2016 gegen die beiden bestplatzierten Teams der Südamerikameisterschaft 2015. Der diesjährige Südamerikameister und der Zweitplatzierte qualifizierten sich für den Sudamérica Rugby Cup 2017. Den Titel des südamerikanischen Meisters holte sich zum dritten Mal Uruguay.
Im selben Jahr fand der Wettbewerb der Division B statt, der vier weitere Nationalteams aus Ecuador, Kolumbien, Peru und Venezuela umfasste. Diese Spiele wurden in der peruanischen Hauptstadt Lima ausgetragen. Am Turnier der Division C in Guatemala-Stadt beteiligten sich die Nationalmannschaften von Costa Rica, El Salvador, Guatemala und Panama.

## Division A

### Vorqualifikation
Im Dezember 2015 wurde ein Qualifikationsspiel zwischen dem Viertplatzierten der Division A 2015 und dem Sieger der Division B 2015 um den vierten Startplatz ausgetragen. Brasilien setzte sich gegen Kolumbien durch und verblieb somit in der Division A.
| 12. Dezember 2015 21:00 UTC−2 | Brasilien | 44 : 0 | Kolumbien | Estadio Dr. Oswaldo Teixeira Duarte, São Paulo |
| 12. Dezember 2015 21:00 UTC−2 | Bericht   |        |           | Estadio Dr. Oswaldo Teixeira Duarte, São Paulo |

### Tabelle
Für einen Sieg gab es drei Punkte, für ein Unentschieden einen Punkt, bei einer Niederlage null Punkte.
|    | Land      | Spiele | Siege | Unent. | Ndlg. | Spiel- punkte | Diff. | Tabellen- punkte |
| -- | --------- | ------ | ----- | ------ | ----- | ------------- | ----- | ---------------- |
| 1. | Uruguay   | 3      | 3     | 0      | 0     | 135:43        | + 92  | 9                |
| 2. | Chile     | 3      | 1     | 1      | 1     | 102:66        | + 36  | 4                |
| 3. | Brasilien | 3      | 1     | 1      | 1     | 66:77         | − 11  | 4                |
| 4. | Paraguay  | 3      | 0     | 0      | 3     | 43:160        | − 117 | 0                |

### Ergebnisse
| 23. April 2016 16:15 UTC−3 | Brasilien                                          | 14 : 36        | Uruguay                                                                                      | Allianz Parque, São Paulo Zuschauer: 7692 Schiedsrichter: Juan Sylvestre (Argentinien) |
| 23. April 2016 16:15 UTC−3 | Versuche: Jackson F. Sancery Erhöhungen: Duque (2) | (0:22) Bericht | Versuche: Campomar (2) Kessler Magno Prada Erhöhungen: Martínez Secco (3) Straftritte: Secco | Allianz Parque, São Paulo Zuschauer: 7692 Schiedsrichter: Juan Sylvestre (Argentinien) |

| 23. April 2016 20:00 UTC−3 | Chile | 68 : 7         | Paraguay                                  | Old Grangonians Club, Santiago de Chile Schiedsrichter: Damian Schneider (Argentinien) |
| 23. April 2016 20:00 UTC−3 | Versuche: Carrasco Casas Contreras Fernández Gurruchaga (2) Herrera Nordenflycht Perrotta Soto Verschae Erhöhungen: Nordenflycht (5) Straftritte: Nordenflycht | (32:0) Bericht | Versuche: Alvarenga Erhöhungen: Alvarenga | Old Grangonians Club, Santiago de Chile Schiedsrichter: Damian Schneider (Argentinien) |

| 30. April 2016 16:15 UTC−3 | Brasilien                                                               | 20 : 20        | Chile                                                                                 | Estádio do Pacaembu, São Paulo Zuschauer: 7270 Schiedsrichter: Alejandro Longres (Uruguay) |
| 30. April 2016 16:15 UTC−3 | Versuche: Coghetto Giantorno López Erhöhungen: Duque Straftritte: Duque | (5:10) Bericht | Versuche: Larenas Niedmann Erhöhungen: Nordenflycht (2) Straftritte: Nordenflycht (2) | Estádio do Pacaembu, São Paulo Zuschauer: 7270 Schiedsrichter: Alejandro Longres (Uruguay) |

| 30. April 2016 16:30 UTC−4 | Paraguay                                                       | 15 : 60         | Uruguay                                                                                                  | Estadio Héroes de Curupayty, Luque Schiedsrichter: Henrique Platais (Brasilien) |
| 30. April 2016 16:30 UTC−4 | Versuche: Bareiro Erhöhungen: Alvarenga Straftritte: Alvarenga | (10:15) Bericht | Versuche: Bascou Campomar (3) Daverio (2) Freitas Kessler Nieto Erhöhungen: Secco (6) Straftritte: Secco | Estadio Héroes de Curupayty, Luque Schiedsrichter: Henrique Platais (Brasilien) |

| 7. Mai 2016 15:30 UTC−3 | Uruguay                                                                                  | 39 : 14        | Chile                                                   | Estadio Charrúa, Montevideo |
| 7. Mai 2016 15:30 UTC−3 | Versuche: Campomar Gaminara Prada (2) Silva Erhöhungen: Secco (4) Straftritte: Secco (2) | (15:7) Bericht | Versuche: Brangier Larenas Erhöhungen: Nordenflycht (2) | Estadio Charrúa, Montevideo |

Dieses Spiel zählte zusätzlich für den Sudamérica Rugby Cup 2016.
| 7. Mai 2016 15:30 UTC−4 | Paraguay                                                               | 21 : 32        | Brasilien                                                                                               | Estadio Héroes de Curupayty, Luque |
| 7. Mai 2016 15:30 UTC−4 | Versuche: Glizt Rojas Erhöhungen: Alvarenga Straftritte: Alvarenga (3) | (9:15) Bericht | Versuche: da Ros Muller D. Sancery F. Sancery Erhöhungen: Duque (3) Straftritte: Duque Dropgoals: Duque | Estadio Héroes de Curupayty, Luque |

## Division B

### Vorqualifikation
Im August 2016 wurde ein Qualifikationsspiel zwischen dem Viertplatzierten der Division B 2015 und dem Sieger der Division C 2015 um den vierten Startplatz ausgetragen. Ecuador setzte sich gegen El Salvador durch und verblieb somit in der Division B.
| 27. August 2016 | Ecuador | 26 : 25 | El Salvador | Estadio Modelo Alberto Spencer Herrera, Guayaquil |
| 27. August 2016 |         |         |             | Estadio Modelo Alberto Spencer Herrera, Guayaquil |

### Tabelle
Für einen Sieg gab es drei Punkte, für ein Unentschieden einen Punkt, bei einer Niederlage null Punkte.
|    | Land      | Spiele | Siege | Unent. | Ndlg. | Spiel- punkte | Diff. | Tabellen- punkte |
| -- | --------- | ------ | ----- | ------ | ----- | ------------- | ----- | ---------------- |
| 1. | Kolumbien | 3      | 3     | 0      | 0     | 151:29        | + 122 | 9                |
| 2. | Venezuela | 3      | 2     | 0      | 1     | 95:53         | + 42  | 6                |
| 3. | Peru      | 3      | 1     | 0      | 2     | 87:79         | + 8   | 3                |
| 4. | Ecuador   | 3      | 0     | 0      | 3     | 20:192        | − 172 | 0                |

### Ergebnisse
| 2. Oktober 2016 | Kolumbien | 75 : 5 | Ecuador | Complejo Deportivo Niño Héroe Manuel Bonilla, Lima |
| 2. Oktober 2016 |           |        |         | Complejo Deportivo Niño Héroe Manuel Bonilla, Lima |

| 2. Oktober 2016 | Peru | 8 : 33 | Venezuela | Complejo Deportivo Niño Héroe Manuel Bonilla, Lima |
| 2. Oktober 2016 |      |        |           | Complejo Deportivo Niño Héroe Manuel Bonilla, Lima |

| 5. Oktober 2016 | Peru | 14 : 41 | Kolumbien | Complejo Deportivo Niño Héroe Manuel Bonilla, Lima |
| 5. Oktober 2016 |      |         |           | Complejo Deportivo Niño Héroe Manuel Bonilla, Lima |

| 5. Oktober 2016 | Venezuela | 52 : 10 | Ecuador | Complejo Deportivo Niño Héroe Manuel Bonilla, Lima |
| 5. Oktober 2016 |           |         |         | Complejo Deportivo Niño Héroe Manuel Bonilla, Lima |

| 8. Oktober 2016 | Kolumbien | 35 : 10 | Venezuela | Complejo Deportivo Niño Héroe Manuel Bonilla, Lima |
| 8. Oktober 2016 |           |         |           | Complejo Deportivo Niño Héroe Manuel Bonilla, Lima |

| 8. Oktober 2016 | Peru | 65 : 5 | Ecuador | Complejo Deportivo Niño Héroe Manuel Bonilla, Lima |
| 8. Oktober 2016 |      |        |         | Complejo Deportivo Niño Héroe Manuel Bonilla, Lima |

## Division C

### Tabelle
Für einen Sieg gab es drei Punkte, für ein Unentschieden einen Punkt, bei einer Niederlage null Punkte.
|    | Land        | Spiele | Siege | Unent. | Ndlg. | Spiel- punkte | Diff. | Tabellen- punkte |
| -- | ----------- | ------ | ----- | ------ | ----- | ------------- | ----- | ---------------- |
| 1. | Guatemala   | 3      | 3     | 0      | 0     | 149:16        | + 133 | 9                |
| 2. | Costa Rica  | 3      | 2     | 0      | 1     | 110:56        | + 54  | 6                |
| 3. | Panama      | 3      | 1     | 0      | 2     | 49:132        | − 83  | 3                |
| 4. | El Salvador | 3      | 0     | 0      | 3     | 41:145        | − 104 | 0                |

### Ergebnisse
| 4. Dezember 2016 | Costa Rica | 53 : 22 | El Salvador | Estadio Doroteo Guamuch Flores, Guatemala-Stadt |
| 4. Dezember 2016 |            |         |             | Estadio Doroteo Guamuch Flores, Guatemala-Stadt |

| 4. Dezember 2016 | Guatemala | 72 : 0 | Panama | Estadio Doroteo Guamuch Flores, Guatemala-Stadt |
| 4. Dezember 2016 |           |        |        | Estadio Doroteo Guamuch Flores, Guatemala-Stadt |

| 7. Dezember 2016 | Costa Rica | 41 : 10 | Panama | Estadio Doroteo Guamuch Flores, Guatemala-Stadt |
| 7. Dezember 2016 |            |         |        | Estadio Doroteo Guamuch Flores, Guatemala-Stadt |

| 7. Dezember 2016 | Guatemala | 53 : 0 | El Salvador | Estadio Doroteo Guamuch Flores, Guatemala-Stadt |
| 7. Dezember 2016 |           |        |             | Estadio Doroteo Guamuch Flores, Guatemala-Stadt |

| 10. Dezember 2016 | El Salvador | 19 : 39 | Panama | Estadio Doroteo Guamuch Flores, Guatemala-Stadt |
| 10. Dezember 2016 |             |         |        | Estadio Doroteo Guamuch Flores, Guatemala-Stadt |

| 10. Dezember 2016 | Guatemala | 24 : 16 | Costa Rica | Estadio Doroteo Guamuch Flores, Guatemala-Stadt |
| 10. Dezember 2016 |           |         |            | Estadio Doroteo Guamuch Flores, Guatemala-Stadt |